# ماركو غروت
ماركو غروت (بالألمانية: Marco Grote)‏ هو مدرب كرة قدم ولاعب كرة قدم ألماني في مركز الدفاع، ولد في 11 أكتوبر 1972 في مدينة بريمن في ألمانيا.

## وصلات خارجية
- ماركو غروت على موقع قاعدة بيانات كرة القدم.إي يو (الإنجليزية)
- ماركو غروت على موقع Soccerway.com (الإنجليزية)
- ماركو غروت على موقع عالم كرة القدم.نت (الإنجليزية)